# Dirk-Friedrich Klagges
Dirk-Friedrich Klagges (* 11. Oktober 1960 in Bad Oeynhausen) ist ein Generalarzt außer Dienst der Bundeswehr im Uniformträgerbereich des Heeres und war zuletzt von April 2023 bis 2025 Direktor Wehrmedizinische Wissenschaft und Fähigkeitsentwicklung Sanitätsdienst sowie stellvertretender Kommandeur der Sanitätsakademie der Bundeswehr in München.

## Militärische Laufbahn
Beförderungen
- 1986 Stabsarzt
- 1989 Oberstabsarzt
- 1997 Oberfeldarzt
- 2006 Oberstarzt
- 2019 Generalarzt

Klagges trat 1980 als Sanitätsoffizier-Anwärter in die Bundeswehr ein und absolvierte die Grundausbildung an der Sanitätsakademie der Bundeswehr in München. Im Anschluss wurde er für das Studium der Humanmedizin an der Universität Düsseldorf bis 1986 vom Dienst freigestellt. Nach Abschluss des Studiums wurde Klagges 1986 als Assistenzarzt in den Abteilungen Chirurgie sowie Innere Medizin am Bundeswehrkrankenhaus Detmold weiter ausgebildet. Von 1987 bis 1990 folgte eine Verwendung als Truppenarzt beim Panzergrenadierbataillon 32 in Nienburg. Danach folgte eine Stabsverwendung als S3-Stabsoffizier beim Divisionsarzt der 1. Panzerdivision in Hannover. Im Anschluss konnte Klagges seine Ausbildung von 1993 bis 1995 als Assistenzarzt in der Chirurgie sowie der Abteilung für Anästhesie und Intensivmedizin am Bundeswehrkrankenhaus Hamm weiter fortsetzen. Im Jahr 1993 wurde er mit der Doktorarbeit Das Mammacarcinom des Mannes: Characterisierung über den Estradiolrezeptor-Besatz an der Johannes Gutenberg-Universität Mainz zum Doktor der gesamten Heilkunde promoviert. Die Ausbildungsteile von 1995 bis 1996 als Assistenzarzt in einer zivilen Arztpraxis für Allgemeinmedizin in Vlotho/Weser und als Assistenzarzt in der Abteilung für Innere Medizin am Bundeswehrkrankenhaus Bad Zwischenahn ermöglichten ihm den Erwerb des Facharztes für Allgemeinmedizin. Es folgten 1996 Verwendungen als Lehrstabsoffizier an der Panzertruppenschule in Munster und von 1996 bis 1998 als Dezernent HUKdo III 2 (1) Wehrmedizin im Heeresunterstützungskommando mit Dienstsitz in Mönchengladbach. Von 1998 bis 2001 war Klagges Kommandeur des Sanitätsregiments 7 in Hamm. Die nächsten zwei Jahre war er als Abteilungsleiter G1 im Sanitätskommando III in Weißenfels eingesetzt. Es schloss sich 2002 bis 2006 eine Verwendung als Referent Fü San II 1 (Einsatz und internationale Beziehungen) im Führungsstab des Sanitätsdienstes im Bundesministerium der Verteidigung in Bonn an. Danach wurde Klagges in Weißenfels von 2006 bis 2007 Abteilungsleiter G3 im Sanitätskommando III. Von 2007 bis 2011 folgte eine erneute Truppenverwendung als Divisionsarzt der 1. Panzerdivision in Hannover. Von 2011 bis 2014 war Klagges zuerst Chef des Stabes im Sanitätskommando II in Diez, nach Umgliederung Chef des Stabes im Kommando Regionale Sanitätsdienstliche Unterstützung. Von Oktober 2014 bis Juli 2019 war er Generalarzt des Heeres und Unterabteilungsleiter IV 3 im Kommando Heer in Strausberg.

### Dienst als General
Zum 1. Juli 2019 wurde Klagges zum Direktor des NATO Centre of Excellence for Military Medicine (MILMED COE) in Budapest ernannt. Damit einher ging die Beförderung zum Generalarzt. Ab April 2023 war er Direktor Wehrmedizinische Wissenschaft und Fähigkeitsentwicklung Sanitätsdienst und stellvertretender Kommandeur der Sanitätsakademie der Bundeswehr in München. Im April 2025 wurde er in den Ruhestand versetzt.

### Auslandseinsätze
- 11/2000–05/2001 KFOR Stabsoffizier G3 Sanitätsdienstliche Führung, Prizren, Kosovo[5]
- 07/2008–11/2008 ISAF Leitender Sanitätsoffizier und Kommandeur Sanitätseinsatzverband, Masar-I-Sharif, Afghanistan
- 03/2011–09/2011 ISAF Leitender Sanitätsoffizier und JMed Regional Command North, Masar-I-Sharif, Afghanistan

## Privates
Klagges ist verheiratet und hat einen Sohn.